# Kumanovo, Varna
Kumanovo (în bulgară Куманово) este un sat în comuna Aksakovo, regiunea Varna,  Bulgaria. 

## Demografie
Componența etnică a satului Kumanovo
     Bulgari (51,91%)
     Nicio identificare (48,08%)
     Altele (0%)
La recensământul din 2011, populația satului Kumanovo era de 391 locuitori. Din punct de vedere etnic, majoritatea locuitorilor (51,91%) erau bulgari. Pentru 48,08% din locuitori nu este cunoscută apartenența etnică.